# Helwan
Helwan (arabiska: حلوان), är ett sydligt distrikt (kism) i huvudstaden Kairo i Egypten, cirka 30 kilometer från stadens centrum utefter Nilens östra strand. Folkmängden uppgick 1 juli 2019 till 537 719 invånare. Helwan med omgivningar bildade under några år (april 2008 till april 2011) ett eget guvernement, Helwan, men införlivades därefter med Kairo igen.
Helwan präglas av industri, med cement-, textil- och stålindustri samt kraftverk. Det finns även ett universitet och ett astronomiskt observatorium. Helwan är förbundet med Kairos ringväg och är även den sydliga slutstationen för Kairos tunnelbanas linje 1. Platsen var tidigare känd som en kurort med sina svavelhaltiga källor. Utanför Helwan finns arkeologiska spår av en stenålderskultur, Helwankulturen.